# Конвенция о «негуманном» оружии
Конвенция о «негуманном» оружии, КНО (также, в неофициальном дискурсе, Конвенция о конкретных видах обычного оружия) — международный договор, важный международно-правовой инструмент в сфере контроля над обычными вооружениями и один из ключевых элементов международного гуманитарного права (МГП). Целью Конвенции является запрещение или ограничение применения конкретных видов обычных вооружений, способных причинять ненужные или неоправданные страдания комбатантам или оказывающих неизбирательное воздействие на гражданское население. КНО вступила в силу 2 декабря 1983 года, её участниками являются 128 государств.

## Конвенция
Собственно Конвенция о «негуманном» оружии представляет собой рамочный документ, содержащий общие положения относительно сферы применения Конвенции; процедур её подписания, ратификации и вступления в силу; рассмотрения действия; внесения поправок и др. Ограничительные и запретительные положения содержатся в Протоколах к Конвенции. Конвенция о «негуманном» оружии и первые три протокола к ней были приняты в Женеве 10 октября 1980 года, открыты для подписания 10 апреля 1981 года и вступили в силу 2 декабря 1983 года.
Изначально в сферу применения КНО входили лишь международные конфликты. В декабре 2002 г. на Второй Конференции по рассмотрению действия Конвенции странами-участницами было принято решение о внесении поправки в Статью 1 Конвенции, распространяющую сферу её применения на вооружённые конфликты, не имеющие международного характера.

### Протокол I (Протокол о необнаруживаемых осколках)
Протокол I включает в себя одно-единственное положение: «Запрещается применять любое оружие, основное действие которого заключается в нанесении повреждений осколками, которые не обнаруживаются в человеческом теле с помощью рентгеновских лучей». Протокол открыт для подписания 10 апреля 1981 г. и вступил в силу 2 декабря 1983 г. Его участниками являются 119 государств.

### Протокол II (Протокол по минам и минам-ловушкам)
Полное название документа: «Протокол о запрещении или ограничении применения мин, мин-ловушек и других устройств». Он запрещает применение оговоренных в нём видов оружия против гражданского населения и неизбирательное применение такого оружия, а также серьёзно ограничивает — фактически также запрещает — применение мин-ловушек. В документе оговаривается порядок установки, регистрации и учёта противопехотных мин. В соответствии с его положениями, по прекращении активных боевых действий стороны конфликта обязаны предпринять все меры для минимизации минной угрозы для населения, а также обменяться с другой стороной или предать гласности информацию о расположению минных полей. В Техническом приложении к Протоколу II конкретизированы некоторые положения, касающиеся регистрации расположения минных полей и мин-ловушек.
Протокол II был открыт для подписания одновременно с Конвенцией 10 апреля 1981 г. и вступил в силу 2 декабря 1983 г. Его участниками являются 97 государств.
3 мая 1996 года страны-участницы КНО приняли Протокол II в изменённом виде («Протокол о запрещении или ограничении применения мин, мин-ловушек и других устройств с поправками»). В документе существенно расширена терминологическая база и конкретизированы многие положения, касающиеся ограничения и запрещения использования оговоренных видов оружия. В него также включены новые положения, касающиеся передачи мин (в частности, предусмотрен запрет на передачу мин, применение которых не допускается настоящим Протоколом; запрет на передачу мин негосударственным субъектам и др.).
Изменённый и дополненный Протокол II был принят 3 мая 1996 г. и вступил в силу 3 декабря 1998 г. Его участниками являются 106 государств.

### Протокол III (Протокол о зажигательном оружии)
Первая из двух статей Протокола III определяет зажигательное оружие как предназначенное «в первую очередь… для поджога объектов и причинения людям ожогов… в результате химической реакции вещества, доставленного к цели». Такое определение исключает из сферы применения КНО оружие и боеприпасы, способные оказывать «случайное зажигательное или ожоговое действие» (осветительные, сигнальные, дымовые системы, трассирующие снаряды и пр., а также боеприпасы комбинированного воздействия). Также под запрет Протокола III не подпадают боеприпасы использующие т. н. «белый фосфор».
Во второй статье Протокола III сформулирован недвусмысленный запрет «при любых обстоятельствах подвергать гражданское население… или гражданские объекты нападению с применением зажигательного оружия». Точно так же запрещается применение зажигательного оружия против военных объектов, расположенных в районе сосредоточения гражданского населения. Кроме того, Протокол III запрещает «превращать леса и другие виды растительного покрова в объект нападения с применением зажигательного оружия».
Протокол III был открыт для подписания 10 апреля 1981 г. и вступил в силу 2 декабря 1983 г. Его участниками являются 115 государств.

### Протокол IV (Протокол об ослепляющем лазерном оружии)
Четвёртый протокол к КНО запрещает использование лазерного оружия, предназначенное "исключительно или в том числе для того, чтобы причинить постоянную слепоту органам зрения человека. При боевом применении лазерных систем страны — участницы обязались принимать все возможные меры предосторожности с тем, чтобы избежать причинения постоянной слепоты.
Данный Протокол не распространяется на случаи, когда ослепляющее воздействие возникло как «случайный или сопутствующий эффект правомерного использования лазерных систем», включая случаи использования таких систем против оптического оборудования.
Протокол запрещает лишь использование и передачу сторонами кому бы то ни было ослепляющего лазерного оружия, но запрет не распространяется на его разработку или накопление запасов.
Протокол IV был принят на Первой конференции по рассмотрению действия КНО в Вене 13 октября 1995 года и вступил в силу 30 июля 1998 года. Его участниками являются 109 государств.

### Протокол V (Протокол о взрывоопасных пережитках войны)

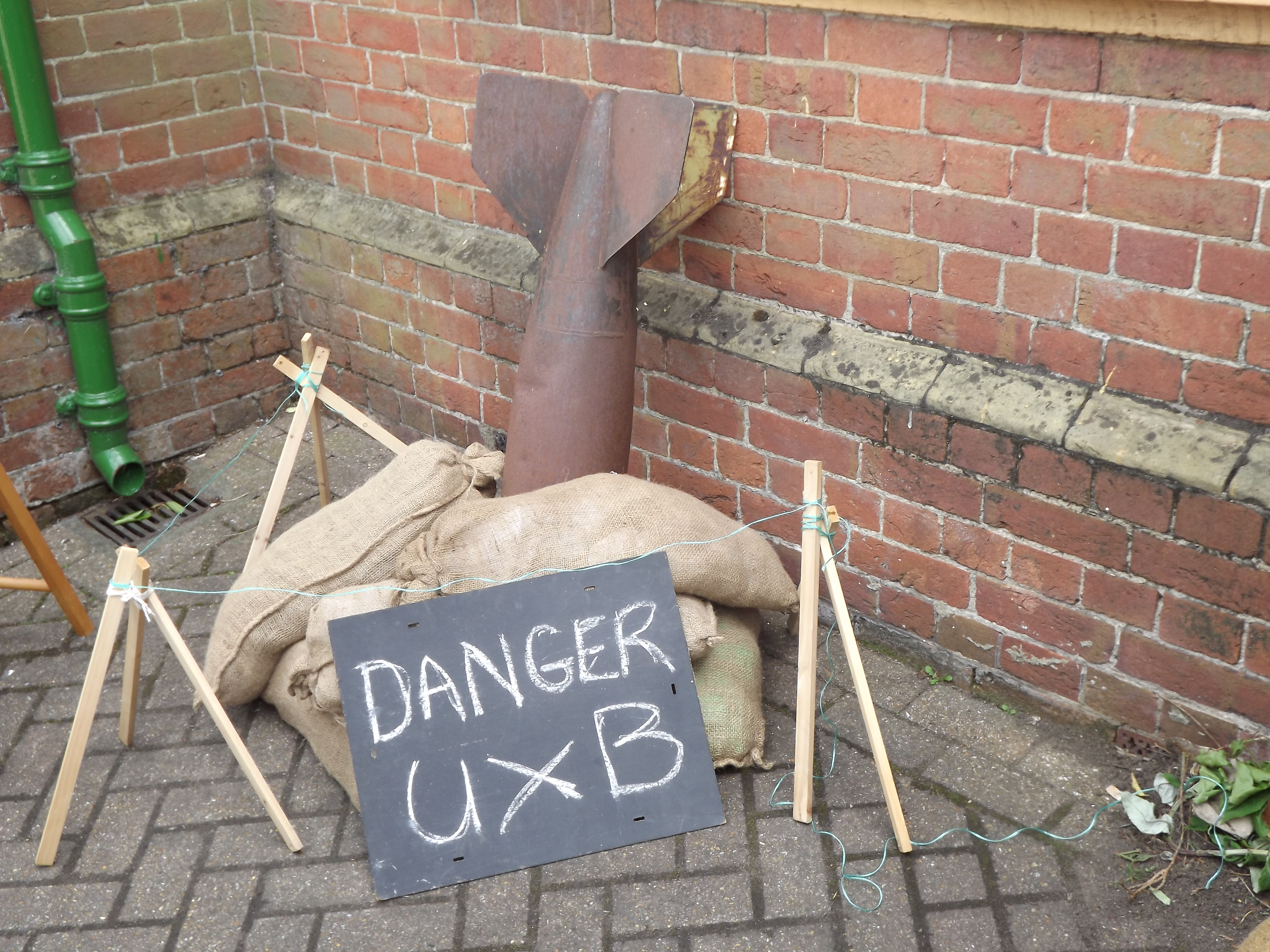
Обозначение невзорвавшейся авиабомбы

Протокол 5 регламентирует меры по минимизации угрозы, которую могли бы представлять собой, в терминологии документа, взрывоопасные пережитки войны (ВПВ): неразорвавшеся авиабомбы, артиллерийские снаряды, ручные гранаты, брошенное взрывное оружие и т. п. Документ предусматривает, что по завершении активных боевых действий договаривающиеся стороны, применявшие взрывное оружие в ходе конфликта, обязаны маркировать, обезвредить и уничтожить неразорвавшиеся боеприпасы на территории под их контролем. Если сторона не осуществляет эффективного контроля над территорией, на которой ей применялось взрывное оружие и боеприпасы, она обязана по завершении активных боевых действий оказать техническую, материальную или иную помощь с тем, чтобы облегчить маркировку, обезвреживание и уничтожение неразорвавшихся боеприпасов и взрывного оружия.
Протокол предусматривает ряд других мер в целях защиты гражданского населения, гражданских объектов, гуманитарных миссий и организаций от угрозы, которую представляют собой ВПВ.
В Техническом приложении к Протоколу V изложены примеры наиболее эффективной практики для достижения целей документа. Техническое приложение не имеет обязательной силы для договаривающихся сторон; оно, в числе прочего, содержит рекомендации по созданию, производству и поддержанию боеприпасов в надлежащем состоянии с целью снижения вероятности их превращения в ВПВ после окончания боевых действий.
Протокол V принят в Женеве 28 ноября 2003 года, вступил в силу 12 ноября 2006 года. Его участниками являются 97 государств.

## Рассмотрение действия Конвенции
В целях контроля за осуществлением положений КНО ежегодно проводятся совещания стран-участниц Конвенции, а раз в пять лет созывается обзорная конференция — «Конференция по рассмотрению действия Конвенции». Цель этих встреч — рассмотреть статус и действие Конвенции и Протоколов к ней; рассмотреть работу Группы правительственных экспертов (ГПЭ), созданной в 2001 г.; принять решение о мандате ГПЭ и её совещаний военных и технических экспертов. В частности, на таких встречах могут обсуждаться вопросы разработки нового протокола или изучении конкретной проблемы или типа оружия.
Дополненный Протокол II имеет свой собственный имплементационный механизм, предполагающий проведение ежегодных конференций и встреч Группы экспертов для рассмотрения реализации Протокола или конкретного связанного с ним вопроса. Аналогичный механизм имеет Протокол V (ежегодные конференции и совещания экспертов для обсуждения конкретных проблем реализации Протокола).
Заседания, встречи и конференции КНО созываются Генеральным секретарем ООН и обычно проводятся в Женеве. Они открыты для всех государств-участников Конвенции, все другие государства и заинтересованные международные и неправительственные организации могут участвовать в них в качестве наблюдателей.

### Комментарии
1. 1 2 3 4 5 6 7 8  Цифры, характеризующие статус Конвенции и Протоколов к ней (число государств-участников), приводятся по состоянию на начало мая 2023 г. в соответствии с данными, опубликованным на странице КНО на сайте Департамента ООН по вопросам разоружения[1].
2. ↑  КНО — устоявшееся с годами сокращение краткого названия Конвенции, в ранних документах ООН можно встретить другое сокращение – КОО («Конвенция об обычном оружии»), что являлось калькой английского сокращённого названия CCW (Convention on Certain Conventional Weapons).
3. ↑  Полное название: «Конвенция о запрещении или ограничении применения конкретных видов обычного оружия, которые могут считаться наносящими чрезмерные повреждения или имеющими неизбирательное действие».